# Saint Seiya: Saintia Shō
Saint Seiya: Saintia Shô (聖闘士星矢・セインティア翔, Seinto Seiya: Seintia Shō) est un manga de Chimaki Kuori basé sur le manga Saint Seiya écrit et dessiné par Masami Kurumada. Il est prépublié entre août 2013 et juillet 2021 dans le magazine Champion Red de l'éditeur Akita Shoten et a été compilé en un total de seize tomes. La version française est publiée chez l'éditeur Kurokawa depuis février 2015.
Une adaptation en anime de 10 épisodes est diffusée entre décembre 2018 et février 2019.(L'animé n'ayant jamais reçu de deuxième saison, il reste incomplet)

## Synopsis
Le monde vit en paix. Du moins était-ce le cas, jusqu'à ce qu'une étoile filante apparaisse. Elle dégage une énergie maléfique et est le signe de la réincarnation d’Éris, Déesse de la discorde.
L'histoire débute quand Shoko, jeune étudiante, tente par tous les moyens de rencontrer Saori Kido, la coqueluche du lycée que personne ne peut approcher sans y avoir été invité. Mais Shoko est déterminée à interroger Saori, qu'elle soupçonne de détenir des informations sur sa sœur, Kyoko. Elle ne se doutait pas alors de ce qu'elle allait découvrir... Car la jeune fille est attaquée par des Dryades, les esclaves d'Eris. Une fille en armure apparaît et la sauve des griffes des Dryades qui voulait faire d'elle le réceptacle de l'âme d’Éris. Shoko est alors sous le choc, car le chevalier qui lui est venue en aide n'est autre que sa sœur, Kyoko. De nouvelles attaques ont alors lieu et Kyoko, pour sauver sa petite sœur, se sacrifie et laisse Éris prendre possession de son corps. Afin de sauver l'âme de sa sœur, Shoko décide de devenir une "Saintia", une femme chevalier jurant fidélité à la déesse Athéna, et devient alors le chevalier Shô du Petit Cheval.
L'histoire se passe avant les Guerres Galactiques (Galaxian Wars), le tournoi organisé à Tokyo par Saori Kido et sa fondation Graad. Lors du tournoi, Shoko et l'une de ses camarades de classe assistent au combat opposant Seiya à Shiryû. Sa rencontre avec Seiya, juste avant l'affrontement sur le ring, et le combat contre le Dragon, remotivent la jeune fille et la poussent à vouloir se battre jusqu'au bout pour sa grande sœur disparue.

## Manga
La publication du manga a débuté le 19 août 2013 avec la sortie d'un prologue et le premier chapitre est paru le 19 août 2013. Le dernier chapitre est publié le 19 juillet 2021. Le premier volume relié est publié par Akita Shoten le 6 décembre 2013. La version française est publiée par Kurokawa à partir du 12 février 2015.
Une série dérivée intitulée Saint Seiya: Saintia Shō - Bangai-hen est publiée depuis le 19 juillet 2022.

### Liste des volumes
| no | Japonais          | Japonais          | Français         | Français          |
| no | Date de sortie    | ISBN              | Date de sortie   | ISBN              |
| --- | ----------------- | ----------------- | ---------------- | ----------------- |
| 1 | 6 décembre 2013   | 978-4-253-23593-8 | 12 février 2015  | 978-2-368-52050-5 |
| Liste des chapitres : - Chapitre 1 : Shōko et Kyōko (翔子と響子, Shōko to Kyōko) - Chapitre 2 : Les saintia de la déesse Athéna (女神（アテナ）の聖闘少女（セインティア）, Atena no Seintia) - Chapitre 3 : Até, la dyrade (邪精霊アテ, Jaseirei Ate) - Chapitre 4 : Destinée (宿命, Shukumei) |                   |                   |                  |                   |
| 2 | 20 juin 2014      | 978-4-253-23594-5 | 9 avril 2015     | 978-2-368-52130-4 |
| Liste des chapitres : - Chapitre 5 : Détermination (それぞれの決意, Sorezore no Ketsui) - Chapitre 6 : Les graines de la discorde (邪悪なる種子, Ja'akunaru Shushi) - Chapitre 7 : Le bien et le mal (正と邪, Masa to Ja) - Chapitre 8 : Retrouvailles (再会, Saikai) |                   |                   |                  |                   |
| 3 | 20 octobre 2014   | 978-4-253-23595-2 | 2 juillet 2015   | 978-2-368-52170-0 |
| Liste des chapitres : - Chapitre 9 : Un cœur qui ne renonce jamais (あきらめない心, Akiramenai Kokoro) - Chapitre 10 : Le guerrier d'or (黄金の戦士, Ōgon no Senshi) - Chapitre 11 : L'étoile de la trahison (裏切りの星, Uragiri no Hoshi) - Chapitre 12 : Conclusion (決着, Kecchaku) |                   |                   |                  |                   |
| 4 | 20 février 2015   | 978-4-253-23596-9 | 10 décembre 2015 | 978-2-368-52197-7 |
| Liste des chapitres : - Chapitre 13 : Les guerres galactiques (銀河戦争, Gyarakushian Wōzu) - Chapitre 14 : Comme Pégase (ペガサスのように, Pegasasu no Yōni) - Chapitre 15 : Les assassins du Sanctuaire (カティア, Katia) - Chapitre 16 : Une invitation au parfum de rose (アフロディーテ, Afurodīte) |                   |                   |                  |                   |
| 5 | 20 mai 2015       | 978-4-253-23597-6 | 10 mars 2016     | 978-2-368-52266-0 |
| Liste des chapitres : - Chapitre 17 : Le bien et le mal (善と悪, Zen to Aku) - Chapitre 18 : L'ombre grouillante (蠢く影, Ugomeku Kage) - Chapitre 19 : Veillée d'ambres (決戦前夜, Kessen Zen'ya) - Chapitre 20 : Le cœur vaillant (向かう心, Mukau Kokoro) - Chapitre 21 : La bataille des Douze Maisons (十二宮の死闘, Jūnikyū no Shitō) |                   |                   |                  |                   |
| 6 | 20 octobre 2015   | 978-4-253-23598-3 | 25 août 2016     | 978-2-368-52268-4 |
| Liste des chapitres : - Chapitre 22 : Le retour d'Éris (復活のエリス, Fukkatsu no Erisu) - Chapitre 23 : Le temple de l'Arbre de la discorde (邪樹の神殿, Jaju no Shinden) - Chapitre 24 : Le jardin maléfique (悪意の庭, Aku no Niwa) - Chapitre 25 : Le serment (誓い, Chikai) - Chapitre 26 : Les gardiens (護り人たち, Mamori Hito-tachi) |                   |                   |                  |                   |
| 7 | 18 mars 2016      | 978-4-253-23599-0 | 10 novembre 2016 | 978-2-368-52402-2 |
| Liste des chapitres : - Chapitre 27 : La Pomme d'Or (黄金の林檎, Ōgon no Ringo) - Chapitre 28 : Le sortilège (呪縛, Jubaku) - Chapitre 29 : L'assaut (突入, Totsunyū) - Chapitre 30 : Conflit intérieur (相克の想い, Sōkoku no Omoi) - Histoire spéciale |                   |                   |                  |                   |
| 8 | 8 juin 2016       | 978-4-253-23600-3 | 9 février 2017   | 978-2-368-52446-6 |
| Liste des chapitres : - Chapitre 31 : Le tourbillon de la discorde (争いの渦, Arasoi no Uzu) - Chapitre 32 : Les retrouvailles (邂逅, Kaigō) - Chapitre 33 : Sur le mont où tombent les étoiles (星降る丘にて, Hoshifuru Oka nite) - Chapitre 34 : Le temple de la Lune (月の神殿, Tsuki no Shinden) |                   |                   |                  |                   |
| 9 | 20 décembre 2016  | 978-4-253-23601-0 | 8 juin 2017      | 978-2-368-52504-3 |
| Liste des chapitres : - Chapitre 35 : Germination (萌芽, Hōga) - Chapitre 36 : L'ennemi juré (仇敵, Kyūteki) - Chapitre 37 : Au sanctuaire (聖域にて, Sankuchuari Nite) - Chapitre 38 : Dévotion (執心, Shūshin) - Chapitre 39 : Au cœur de la foret millénaire (古の森の奥, Ko no Mori no Oku) - Chapitre 40 : Une étoile spéciale (特別な星, Tokubetsuna Hoshi) |                   |                   |                  |                   |
| 10 | 18 août 2017      | 978-4-253-23602-7 | 8 février 2018   | 978-2-368-52544-9 |
| Liste des chapitres : - Chapitre 41 : La Comète Repulse (彗星レパルス, Suisei Revurusu) - Chapitre 42 : L'invasion (侵攻, Shinkō) - Chapitre 43 : La déesse captive (囚われの女神, Toraware no Megami) - Chapitre 44 : La mission des Saintia (聖闘少女のつとめ, Saintia no Tsutome) - Chapitre 45 : Liées par le destin (因縁, In'nen) - Chapitre 46 : Eden Céleste (天上のエデン, Tenjō no Eden)                                                                          |                   |                   |                  |                   |
| 11 | 20 février 2018   | 978-4-253-23881-6 | 11 octobre 2018  | 978-2-368-52681-1 |
| Liste des chapitres : - Chapitre 47 : Au fond de l'abysse (奈落の底, Naraku no Soko) - Chapitre 48 : Provocation (挑戦, Chōsen) - Chapitre 49 : Les flammes de la justice (正義の炎, Seigi no Honō) - Chapitre 50 : La voix de la destruction (滅びの声, Horobi no koe) - Chapitre 51 : Ceux qui résistent (抗うもの, Aragau mono) - Chapitre 52 : L'âme d'or (黄金の魂, Kogane no tamashī)                                                                                 |                   |                   |                  |                   |
| 12 | 20 décembre 2018  | 978-4-253-23882-3 | 13 juin 2019     | 978-2-368-52718-4 |
| Liste des chapitres : - Chapitre 53 : Des profondeurs du ciel (天より降るもの, Ten yori furu mono) - Chapitre 54 : L'invitation au désespoir (絶望への誘い, Zetsubō e no sasoi) - Chapitre 55 : Le jeu du perdant (敗者のゲーム, Haisha no gēmu) - Chapitre 56 : L'oubli (忘却, Bōkyaku) - Chapitre 57 : Les cicatrices (傷跡, Kizuato) - Chapitre 58 : Les larmes de glace (悲しき決意, Kanashiki ketsui) - Chapitre 59 : La fonte des neiges (雪解け, Yukidoke)           |                   |                   |                  |                   |
| 13 | 20 août 2019      | 978-4-253-23883-0 | 8 octobre 2020   | 978-2-368-52863-1 |
| Liste des chapitres : - Chapitre 60 : le prix d'un souhait (願の代償, Gan no daishō) - Chapitre 61 : Désir viscéral (渇望, Katsubō) - Chapitre 62 : La plus brillante étoile (一番星, Ichiban hoshi) - Chapitre 63 : Les flammes de la tristesse (願いの毒, Negai no doku) - Chapitre 64 : Fleurs stériles (徒花, Adabana) - Chapitre 65 : La voie de la destruction (破滅への導き, Hametsu e no michibiki)                                                                 |                   |                   |                  |                   |
| 14 | 17 septembre 2020 | 978-4-253-23884-7 | 8 avril 2021     | 978-2-380-71137-0 |
| Liste des chapitres : - Chapitre 66 : Les ailes de l'espoir (希望の翼, Kibō no tsubasa) - Chapitre 67 : Le météore du souhait (願いの流星, Negai no ryūsei) - Chapitre 68 : Les lames du duel (闘争の刃, Tōsō no ha) - Chapitre 69 : Ombres du passé (折れない心, Orenai kokoro) - Chapitre 70 : La fleur du serment (誓いの花, Chikai no hana) - Chapitre 71 : Le coeur d'Athéna (アテナの心, Atena no kokoro) - Chapitre 72 : Eveil (目覚め, Mezame)                      |                   |                   |                  |                   |
| 15 | 20 avril 2021     | 978-4-253-23885-4 | 13 janvier 2022  | 978-2-380-71258-2 |
| Liste des chapitres : - Chapitre 73 : La sorcière d'Eden (楽園の魔女, Rakuen no majo) - Chapitre 74 : La flamme intérieure (宿る炎, Yadoru honō) - Chapitre 75 : Frère et soeur d'armes (戦いの兄妹, Tatakai no kyōdai) - Chapitre 76 : L'éveil du dieu de la guerre (戦神覚醒, Senjin kakusei) - Chapitre 77 : Game Over (ゲームオーバー, Gēmu Ōbā) - Chapitre 78 : La flèche de la détermination (決意の矢, Ketsui no ya) - Chapitre 79 : La pierre tombale (墓標, Bohyō) |                   |                   |                  |                   |
| 16 | 20 janvier 2022   | 978-4-253-23886-1 | 8 septembre 2022 |                   |
| Liste des chapitres : - Chapitre 80 : 闇の深 (Yami no fuka) - Chapitre 81 : 聖闘士の正義 (Seinto no seigi) - Chapitre 82 : 呼び声 (Yobigoe) - Chapitre 83 : 大集結!! (Dai shūketsu!?) - Chapitre 84 : 彼女の願い (Kanojo no negai) - Chapitre 85 : 寄り添う心 (Yorisō kokoro) - Chapitre 86 : 信じあう力 (Shinji au chikara) |                   |                   |                  |                   |

## Anime
Une adaptation en anime des premiers volumes du manga est annoncée en décembre 2016. Composé de 10 épisodes, il est diffusé entre décembre 2018 et février 2019.

### Liste des épisodes
| No | Titre français                                                            | Titre japonais                       | Titre japonais                                     | Date de 1re diffusion |
| No | Titre français                                                            | Kanji                                | Rōmaji                                             | Date de 1re diffusion |
| -- | ------------------------------------------------------------------------- | ------------------------------------ | -------------------------------------------------- | --------------------- |
| 1  | Les sœurs élues ! Shoko et Kyoko                                          | 宿命の姉妹！翔子と響子               | Shukumei no Shimai! Shōko to Kyōko                 | 10 décembre 2018      |
| 2  | La volonté de la déesse et d'une Saintia                                  | それぞれの決意！女神と聖闘少女       | Sorezore no Ketsui! Megami to Seintia              | 17 décembre 2018      |
| 3  | Les dryades d'Éris, fleurs des ténèbres                                   | 闇に咲く！エリスの邪精霊たち         | Yami ni Saku! Erisu no Doriādo-tachi               | 24 décembre 2018      |
| 4  | Tristes retrouvailles ! Les liens des sœurs séparées                      | 哀しみの再会！隔たれた姉妹の絆       | Kanashimi no Saikai! Hedatareta Shimai no Kizuna   | 7 janvier 2019        |
| 5  | Tel Pégase, prends ton envol                                              | 翔べ！ペガサスのように               | Tobe! Pegasasu no Yō ni                            | 14 janvier 2019       |
| 6  | Deux âmes s'affrontent ! Saori contre le Grand Pope                       | せめぎ合う魂！沙織vs.教皇            | Semegiau Tamashī! Saori tai Kyōkō                  | 21 janvier 2019       |
| 7  | Le combat à mort des douze maisons ! L'envoûtement des esprits maléfiques | 十二宮の死闘！恐るべき邪霊の幻惑     | Jūnikyū no Shitō! Osorubeki Jarei no Genwaku       | 28 janvier 2019       |
| 8  | Le choc des cauchemars ! Le poing enflammé du lion                        | 悪夢の激突！燃えあがる獅子の拳       | Akumu no Gekitotsu! Moeagaru Shishi no Ken         | 4 février 2019        |
| 9  | Le maelström du conflit ! La pomme d'or et la dévotion d'Orion            | 争いの渦！黄金の林檎とオリオンの献身 | Arasoi no Uzu! Ōgon no Ringo to Orion no Kenshin   | 11 février 2019       |
| 10 | Brillez, jeunes filles ! Aux confins de la noble prière                   | 輝け少女たちよ！気高き祈りの果てに   | Kagayake Shōjo-tachi yo! Kedakaki Inori no Hate ni | 18 février 2019       |

### Doublage
| Personnages                  | Voix japonaises  | Voix françaises                                        |
| ---------------------------- | ---------------- | ------------------------------------------------------ |
| Shôko du Petit Cheval        | Aina Suzuki      | Sophie Frison                                          |
| Saori Kido / Athéna          | Inori Minase     | Virginie Ledieu (adulte) Cécile Florin (enfant)        |
| Kyôko du Petit Cheval / Éris | Mao Ichimichi    | Ludivine Deworst                                       |
| Mii du Dauphin               | Megumi Nakajima  | Audrey D'Hulstère                                      |
| Xiaoling de la Petite Ourse  | Suzuko Mimori    | Marie Braam                                            |
| Katya de la Couronne boréale | Yukiko Morishita | Sandrine Henry                                         |
| Elda de Cassiopée            | Ayana Taketatsu  | Célia Torrens                                          |
| Mayura du Paon               | Rina Satô        | Fabienne Loriaux                                       |
| Mirai du Petit Chien         | Aki Kanada       | Aurélien Ringelheim                                    |
| Mû du Bélier                 | Takumi Yamazaki  | Maxime Donnay                                          |
| Aldebaran du Taureau         | Tesshō Genda     | Franck Dacquin                                         |
| Saga des Gémeaux             | Ryōtarō Okiayu   | David Manet                                            |
| Masque de Mort du Cancer     | Ryōichi Tanaka   | Franck Dacquin                                         |
| Aiolia du Lion               | Hideyuki Tanaka  | Alexandre Crepet                                       |
| Shaka de la Vierge           | Yuji Mitsuya     | Olivier Prémel                                         |
| Milo du Scorpion             | Toshihiko Seki   | Nicolas Matthys                                        |
| Aiolos du Sagittaire         | Yūsaku Yara      | Alain Eloy                                             |
| Aphrodite des Poissons       | Keiichi Nanba    | Pierre Le Bec                                          |
| Shion du Bélier / Grand Pope | Nobuo Tobita     | Erwin Grunspan                                         |
| Marine de l'Aigle            | Eri Kitamura     | Angélique Leleux                                       |
| Juan de l'Écu                | Ryôta Ôsaka      | Maxime Van Santfoort                                   |
| Georg de la Croix du Sud     | Tomoaki Maeno    | Grégory Praet                                          |
| Rigel d'Orion                | Yasuyuki Kase    | Sébastien Hébrant                                      |
| Até de la Ruine              | Rika Tachibana   | Valérie Muzzi (jeune) Nathalie Hons (vieille)          |
| Emony de la Malice           | Marika Kôno      | Marie Du Bled (enfant) Delphine Chauvier (adolescente) |
| Phonos du Meurtre            | Kenji Nojima     | Olivier Prémel                                         |
| Seiya de Pégase              | Masakazu Morita  | Alexis Flamant                                         |
| Shun d'Andromède             | Yûta Kasuya      | Jonathan Simon                                         |
| Jabu de la Licorne           | Hideo Ishikawa   | Yannick Besson                                         |
| Le père de Kyôko et Shôko    | Yasuhiro Mamiya  | Jean-François Rossion                                  |
| Rumi                         | Ayaka Ohashi     | Helena Coppejans                                       |
| Tokumaru Tatsumi             | Hisao Egawa      | Olivier Cuvellier                                      |

Source : Planète Jeunesse